# Quinto Fabio Massimo Emiliano
Quinto Fabio Massimo Emiliano (in latino Quintus Fabius Maximus Aemilianus; fl. 168–144 a.C.) è stato un politico romano.
Fu console nel 145 a.C.

## Biografia
Figlio di Lucio Emilio Paolo Macedonico e Papiria Masone (e quindi fratello di Scipione Emiliano), fu adottato dai Fabii e fu il padre di Quinto Fabio Massimo Allobrogico.
Servì sotto il padre carnale nella Terza guerra macedonica e fu da lui mandato a Roma ad annunciare la vittoria romana di Pidna. Pretore in Sicilia nel 149 a.C., fu console nel 145. Fu poi proconsole in Spagna, dove nel 144 sconfisse Viriato nel corso della Guerra lusitana, senza però riuscire a catturarlo.